# Schloss von Govone

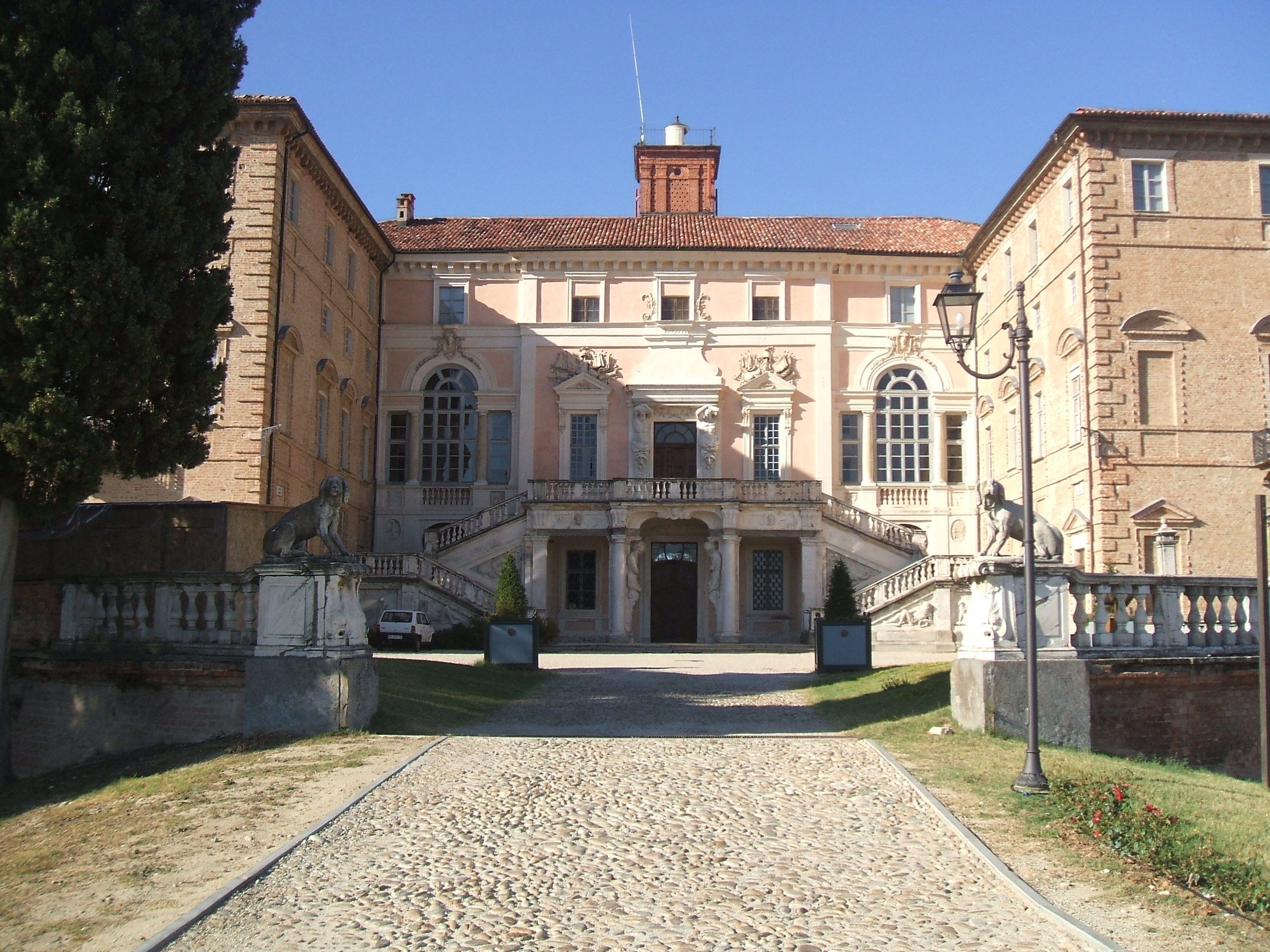
Schloss von Govone

Das Schloss von Govone (italienisch Castello di Govone) befindet sich in der Gemeinde Govone, in der italienischen Region Piemont.
Von 1792 bis 1849 war es in Besitz der Könige von Piemont-Sardinien. Seit 1997 gehört es mit deren anderen Residenzen zum Weltkulturerbe Residenzen des Königshauses Savoyen. Das erste Obergeschoss, die Beletage, ist heute Museum. Ein Bürgerverein organisiert die Besichtigungen und Veranstaltungen in Zusammenarbeit mit der Gemeindeverwaltung.

## Geschichte
Im Mittelalter erhob sich an der Stelle des heutigen Schlosses eine Wach- und Wehranlage, die zusammen mit umfangreichen Ländereien den Grafen Solaro zu Lehen gegeben war. 
Ende des 17. Jahrhunderts beauftragten diese den Architekten Guarino Guarini, einen Plan für eine barocke Schlossanlage zu erstellen. Guarinos Entwurf wurde Jahrzehnte später mit einigen Abänderungen realisiert; die Bauaufsicht hatte Benedetto Alfieri, der die Nordfassade gestaltete. Die Anlage wurde 1783 fertiggestellt.
Als 1792 die männliche Linie der Solaro erlosch, kam das Schloss in den Besitz des Königshauses Savoyen. Bis zum Ende der napoleonischen Ära wurde es jedoch kaum genutzt, erst König Carlo Felice und seine Frau Maria Cristina wählten es zu ihrer Sommerresidenz und ließen einen Teil der Räume des Obergeschosses im Geschmack ihrer Zeit renovieren. In die erste Hälfte des 19. Jahrhunderts fiel auch die Umgestaltung der Garten- und Parkanlagen. 
Nach dem Tod Maria Cristinas 1849 wechselte das Schloss mehrfach den Besitzer, bis die Gemeinde Govone es 1898 ankaufte, um es als Amts-, Schul- und Wohnräume zu nutzen. Heute dienen die Räumlichkeiten als Rathaus, als Gemeindebibliothek und zu Veranstaltungen. In den früheren Pferdeställen und Lagerräumen ist ein Restaurant untergebracht.

## Beschreibung
Das Schloss von Govone liegt im Zentrum der Gemeinde Govone auf einer Hügelkuppe, mit weitem Blick auf das Tanaro-Tal. Etwas unterhalb davon befinden sich die ehemalige Orangerie, heute Veranstaltungsraum, und die Schlosskirche Santo Spirito, die einst baulich mit dem Schloss verbunden war.
Der Schlossbau selbst ist eine mehrgeschossige Anlage, deren Seitenflügel einen gegen Süden gerichteten Hof umschließen. Nur der Mittelteil ist verputzt und mit zahlreichen Marmorreliefs und -skulpturen dekoriert. Die Eingänge sind von großen Atlanten flankiert, eine mächtige zweirampige Ehrentreppe aus Marmor führt zum Eingang des oberen Geschosses. 
Der Ostflügel beherbergt die ehemaligen königlichen Gemächer, erhalten sind die klassizistischen Trompe-l’oeil-Malereien an den Decken und die hölzernen Parkettböden mit geometrischen Mustern.
Der zentrale Bau mit dem großen Festsaal präsentiert sich wie zu seiner Entstehungszeit um 1815. Manche Autoren bezeichnen es als Märchenschloss. Der ebenfalls gemusterte Fußboden besteht aus schwarzem und weißem Marmor. Das farbige Deckenfresko zeigt Leto mit ihren Kindern Apollon und Artemis. Die Wände sind vollständig bedeckt mit Malereien, die Architektur und Skulpturen der Antike vortäuschen. Thema ist die griechische Sage der Niobe. Die Bildidee stammt von Carlo Felice selbst, ausführende Maler waren Fabrizio Sevesi und Luigi Vacca. Gegen Norden liegt der „Saal der Prioren“ mit seinen barocken Stuckarbeiten in Pastelltönen. Großformatige Porträts zeigen die acht Großprioren des Malteserordens, die die Familie Solaro im Lauf der Jahrhunderte stellte. Allerdings handelt es sich um Kopien, die Originale befinden sich im Schloss des benachbarten San Martino.
Das Innere des Westflügel hat das Aussehen des 18. Jahrhunderts bewahrt und ist von der damaligen Chinamode geprägt. Zwei der vier Räume weisen eine bestimmte Art handgemalter chinesischer Tapeten aus Reispapier auf, die höchst selten ist. Auf ihnen sind die Produktionsprozesse der zu jener Zeit wichtigsten chinesischen Erzeugnisse geschildert: Porzellan, Tee, Reis und Seide. Diese gut erhaltenen Tapeten bestechen auch heute noch durch die Genauigkeit der Darstellung und die liebevolle Ausgestaltung von Genreszenen und Landschaft.

## Die Gärten
Der gegen Osten gerichtete Garten besteht aus einem Parterre in italienischem Stil. Im Norden und Westen erstreckt sich ein an englische Vorbilder angelehnter Park, dessen Entwurf auf den damals führenden Gartenarchitekten Xavier Kurten zurückgeht. Ende März blühen dort Tausende Exemplare von tulipa oculis solis, einer leuchtendroten Wildtulpenart. Im Jahr 2001 wurde unterhalb des Schlosses, hinter dem Chor der Schlosskirche, ein Rosengarten angelegt, in dem zahlreiche antike Rosensorten zu sehen sind.

## Veranstaltungen
Schloss und Park bieten Raum für mehrere größere Veranstaltungen im Laufe des Jahres: Zur Tulpenblüte Ende März das Fest Tulipani a corte, zur Rosenblüte im Mai Regalmente Rosa. Von März bis Ende Oktober finden regelmäßig Kunstausstellungen und Konzerte statt. Den Abschluss des Jahres bildet ein Weihnachtsmarkt vor dem Schloss und, im Erdgeschoss des Schlosses, das 'Haus des Nikolaus', eine Attraktion für Kinder. 